# Torre Roura
La Torre Roura és un edifici modernista protegit com a bé cultural d'interès local del municipi de Calonge al Baix Empordà (Catalunya).

## Descripció
L'edifici està voltat de jardí i pinedes, al cim del Puig de les Aixades, un turó que s'aixeca al bell mig del pla de Calonge.
És de planta quadrada i tres pisos, rematada per una torratxa quadrada amb teulada a quatre vents. Al primer pis s'hi accedeix per una escalinata i està voltat per una gran porxada. El segon està recorregut, en tot el perímetre, per una terrassa amb balustrada de pedra rematada per uns grans gerros.
L'última planta sosté el terrat al centre del qual s'aixeca la torre que fa de mirador.
El parament combina l'esgrafiat i el rajol vermell sobre l'arrebossat gris. La masoveria, al peu del pujol, segueix el mateix estil però en una obra més modesta.

## Història
Fou construïda per l'industrial del suro Enric Lluís Roura i Vilaret a finals del segle xix. Es bastí en el lloc d'una antiga masia amb torre de defensa que per la seva situació estratègica en un turó natural al mig del pla, servia d'enllaç entre les torres del litoral (la Torre Valentina i la Torre Pareras) i les de terra endins.
A l'interior de l'actual casa es conserven algunes fotografies de l'antiga construcció, anomenada torre del Baró.